# Макарьевское (Курганская область)
Макарьевское — деревня в Далматовском районе Курганской области. Входит в состав Песковского сельсовета.

## История
До 1917 года центр Макарьевской волости Шадринского уезда Пермской губернии. По данным на 1926 год состояло из 379 хозяйств. В административном отношении являлась центром Макарьевского сельсовета Белоярского района Шадринского округа Уральской области.

## Население
| 1989 | 2002 | 2010 |
| ---- | ---- | ---- |
| 183  | ↘160 | ↘76  |

По данным переписи 1926 года в селе проживало 1605 человек (751 мужчина и 854 женщины), в том числе: русские составляли 100 % населения.